# GDSII
GDS II (GDSII, GDS, Graphic Database System) — формат файлов баз данных, являющийся де-факто промышленным стандартом для обмена данными по интегральным схемам и их топологиям. Данный формат описывает плоские геометрические формы, текстовые метки и иную информацию в иерархической форме. Данные могут использоваться для обмена между различными САПР или для создания фотошаблонов.

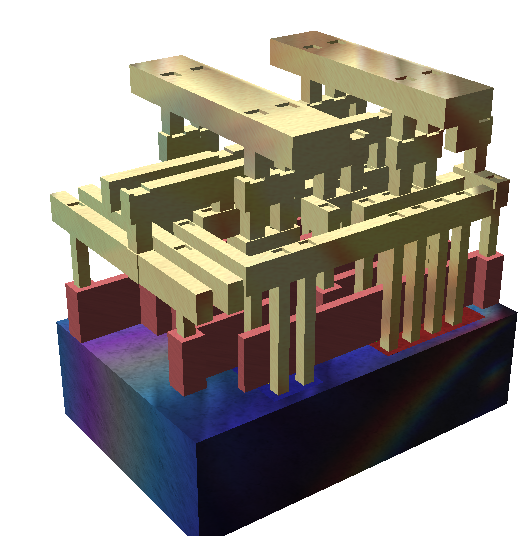
3д-модель небольшой стандартной ячейки в формате GDSII с тремя слоями металла, без диэлектрика. Желтые структуры — межсоединения из металла. Красные структуры — затворы транзисторов. В нижней части изображена подложка.

Существует также GDS-TXT — вариант формата с текстовым представлением, понятным человеку.

## История
Изначально GDSII был создан как формат для контроля построения фотошаблонов для интегральных схем. Несмотря на ограниченные возможности и низкую плотность данных, он стал индустриальным форматом для обмена топологиями ИС между различными приложениями (в том числе различных производителей).
Формат GDS разработан компанией Calma в 1971 году. В 1978 году на замену ему был разработан GDSII. Оба формата использовались для собственных одноименных утилит дизайна топологий, «Graphic Data System» («GDS») и «GDSII». В настоящее время форматом владеет Cadence Design Systems.
Файлы GDS II обычно являются конечным продуктом цикла разработки интегральных схем и пересылаются на фабрики для изготовления масок и, затем, микросхем. Раньше файлы в формате GDS II сохранялись и пересылались на магнитных лентах. Момент сохранения дизайна называется tape out (после него внесение изменений в проект становится невозможным).
Объекты, сохраняемые в GDSII группируются путём указания численных атрибутов, в том числе: «номер слоя», «datatype», «texttype». Изначально эти атрибуты соответствовали слоям материалов при изготовлении ИС, но позже стали более абстрактными.
В октябре 2004 многие производители программ EDA начали продвижение и поддержку нового формата OASIS (Open Artwork System Interchange Standard), который может заменить GDSII.

## Утилиты
Потоковый формат GDSII является стандартом де-факто и поддерживается практически всеми программами EDA. Кроме коммерческих программ, существует несколько свободных утилит для обработки GDSII. Среди них есть редакторы, просмоторщики, утилиты конвертации из 2х-мерного в 3х-мерные форматы, утилиты конвертации в текстовый формат.

## Недостатки
- Формат не оптимизирован для уменьшения размеров файлов. Размеры современных проектов СнК в формате GDSII часто превышают 20 гигабайт, некоторые проекты достигают 200 гигабайт.[1]
- За 30 лет существования формат практически не изменялся, хотя сложность топологий возросла на 6 порядков.[1]
- Для абсолютных координат используются 32 битные поля, которых может быть недостаточно для крупных проектов для техпроцессов ниже 30 нм.[1]
- Нет явного описания для стандартных геометрических объектов, например прямоугольников или трапеций. Все фигуры задаются в виде цепочки точек.[1]
- Количество слоев и типов данных ограничено 256.[1]